# Tapinoma luridum
Tapinoma luridum är en myrart som beskrevs av Carlo Emery 1908. Tapinoma luridum ingår i släktet Tapinoma och familjen myror.

## Underarter
Arten delas in i följande underarter:
- T. l. connexum
- T. l. longiceps
- T. l. luridum
- T. l. sokolovi